# SETL2
SETL2 é uma linguagem de programação de "altíssimo nível", desenvolvida por W. Kirk Snyder, descendente da linguagem de J. T. Schwartz, SETL. É uma linguagem voltada a programação de conjuntos. SETL2 acrescenta a SETL uma sintaxe e um escopo de nome mais próximo das mais recentes linguagens imperativas, estrutura de blocos completa, e procedimentos como objetos de primeira classe.
A linguagem SETL2 permite que inteiros possam ter tamanho quase infinito, limitados apenas pela quantidade de memória disponível. Isto torna a linguagem particularmente útil para problemas matemáticos. A linguagem fornece um mecanismo de tuplas que permite tipos heterogêneos com tamanho dinâmico.